# Marika Tasler

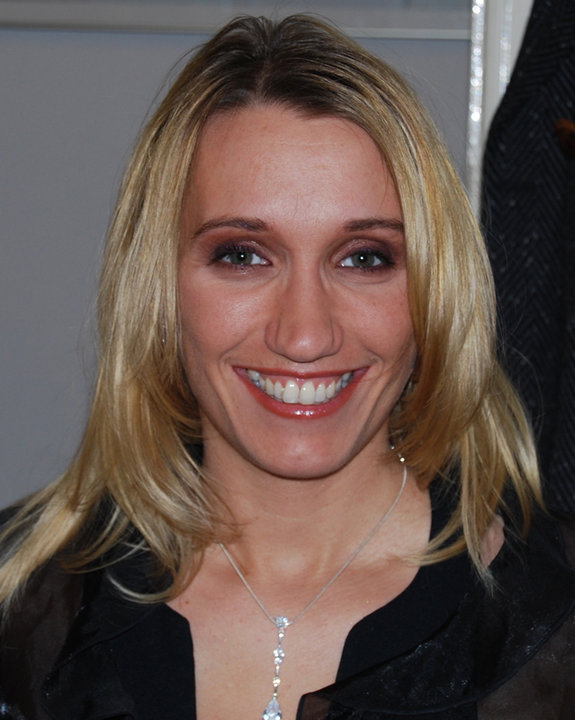
Marika Tasler

Marika Tasler (* 28. April 1975 in Leningrad) ist Künstlerin, Grafikdesignerin, Fotografin und Miterfinderin der Shape-CD sowie Gründerin der Schallplattenfirma Pikosso Records.
Sie entwickelte gemeinsam mit Mario Koss im Jahr 1994 die Shape-CD. Die weltweit erste Shape-CD wurde erstmals am 1. April 1995 veröffentlicht. Die handgefertigte Compact Disc bildete den Grundstein für ein Jungunternehmen, das ca. 75 Millionen Shape-CDs verkauft hat. Seither hat sie ungefähr 1500 Designs entwickelt, die unter anderem für Madonna, Michael Jackson, David Bowie, Backstreet Boys sowie Großkonzerne wie IBM, Microsoft, Burger King und Deutsche Bank produziert wurden.

## Leben
Nach ihrer schulischen Ausbildung wirkte sie ab 1993 zunächst als Grafikdesignerin für verschiedene Musik-Labels, danach bei klassischen Werbeagenturen. Später als Art Direktor für Media-Agenturen mit dem Fokus als Designerin verantwortlich für die Planung und Durchführung von Projekten in den Bereichen, Multimedia, klassische Werbung, Webdesign sowie Fotografie.
1993 gründete Marika Tasler in Zusammenarbeit mit Mario Koss das Plattenlabel Pikosso Records. Durch die dürftige Präsenz der Tonträger in der Flut der CD-Veröffentlichungen entstand die Idee der Compact Disc in verschiedenen Formen, der Shape-CD. Die Grundlage bildete eine in Handarbeit bearbeitete CD, die mit einer Laubsäge bearbeitet wurde.
Es folgten Kooperationen mit Künstlern und Projekte mit internationalen Unternehmen, so zum Beispiel Burger King, IBM, Shell und Bertelsmann. Die Idee erfuhr eine Weiterentwicklung mit zusätzlichen Funktionen, daraus entstand die ChipDisc. Diese CD in Form einer Kreditkarte ist zusätzlich mit einem Mikrochip ausgestattet.
Die Patentrechte wurden 1998 für mehrere Millionen Mark verkauft.
1999 gründete sie eine Werbeagentur, die sich unter anderem mit der Entwicklung und Vermarktung innovativer Produkte befasst.
Überwiegend im Bereich des Sportmarketing hat Marika Tasler für Bayern München, Borussia Dortmund, FC Barcelona und Benfica Lissabon gearbeitet.
Seit 2016 engagiert sich Tasler für eine Planung, Organisation sowie Realisierung des Presseball Berlin.
Zurzeit arbeitet sie als Art Direktor bei Potsdam TV.

## Einbandgestaltung
- Lutz Fahrenkrog-Petersen: Das Ende des Pop. Telos Verlag, 2017, ISBN 978-3-933060-47-1. (telos-verlag.de)